# Béhuard
Béhuard (AFI: /beˈɥaʁ/, ) è un comune francese di 132 abitanti situato nel dipartimento del Maine e Loira nella regione dei Paesi della Loira. Costituisce un'isola fluviale della Loira.

## Società

### Evoluzione demografica
Abitanti censiti